# Alexander Henningsson
Alexander Lindor Anders Henningsson (Växjö, 14 maggio 1990) è un calciatore svedese, centrocampista del Räppe GoIF.

## Carriera

### Club

#### Öster
Henningsson ha cominciato la carriera con la maglia dell'Öster, compagine all'epoca militante in Division 1 – terzo livello del campionato locale. Al termine della stagione 2009, la squadra ha centrato la promozione in Superettan.
Ha esordito in questa divisione il 12 aprile 2010, schierato titolare nella sconfitta per 3-0 patita sul campo dell'IFK Norrköping. Il 19 settembre 2011 ha trovato la prima rete in Superettan, nel 3-2 inflitto al Ljungskile.
Al termine del campionato 2012, l'Öster si è guadagnato la promozione in Allsvenskan. Henningsson ha debuttato nella massima divisione il 1º aprile 2013, subentrando a Vlado Zlojutro nel 2-2 maturato sul campo del Brommapojkarna. Il 6 ottobre successivo ha siglato il primo gol, nella sconfitta casalinga contro il Gefle, col punteggio di 1-4. Al termine di quella stessa annata, l'Öster è retrocesso in Superettan. La squadra è retrocessa nuovamente nella stagione seguente, scivolando in Division 1.

#### Halmstad
Il 30 luglio 2015, l'Halmstad ha reso noto l'ingaggio di Henningsson. È tornato quindi a calcare i campi dell'Allsvenskan a partire dal 2 agosto successivo, quando ha sostituito Kristoffer Fagercrantz nella sconfitta per 2-0 contro l'Elfsborg. Il 31 ottobre 2015 ha trovato la prima rete, nella vittoria per 2-1 sull'Hammarby. A fine stagione, l'Halmstad è retrocesso in Superettan. Tornato in Allsvenskan già nella stagione seguente, Henningsson è rimasto in squadra fino al mese di luglio 2017, totalizzando 50 presenze e 4 reti tra campionato e coppa.

#### Fredrikstad
Il 26 luglio 2017, i norvegesi del Fredrikstad – militanti in 1. divisjon, secondo livello del campionato – hanno ufficializzato l'ingaggio di Henningsson, che si è legato al nuovo club fino al 31 dicembre 2018. Ha esordito in squadra il 30 luglio, subentrando a Patrik Karoliussen nel pareggio casalingo per 1-1 contro lo Strømmen. Alla fine di quella stessa annata, il Fredrikstad è retrocesso in 2. divisjon.

#### IFK Värnamo
L'8 gennaio 2018, l'IFK Värnamo ha ufficializzato l'ingaggio di Henningsson, che ha fatto dunque ritorno in Svezia. La squadra a fine stagione è però retrocessa in terza serie, e Henningsson si è svincolato.

#### Norrby
Il 5 marzo è stato ufficializzato il suo ingaggio da parte del Norrby, altra squadra militante in Superettan. L'accordo prevedeva inizialmente una durata di pochi mesi, fino al successivo mese di luglio, ma è stato poi prolungato fino a fine anno.

#### Ritorno all'Öster
Svincolato, Henningsson è ritornato ufficialmente all'Öster il 10 giugno 2020, con il campionato di Superettan 2020 che doveva ancora iniziare a causa della pandemia di COVID-19. In quel campionato ha collezionato 18 presenze. Nella prima parte della Superettan 2021, invece, è sceso in campo solo in un'occasione, nella quale è subentrato dalla panchina.

#### Räppe GoIF
Al fine di trovare maggiore spazio, nell'agosto 2021 è sceso nella quarta serie nazionale con l'ingaggio da parte del Räppe GoIF.

## Statistiche

### Presenze e reti nei club
Statistiche aggiornate al 10 gennaio 2018.
| Stagione        | Club            | Campionato      | Campionato | Campionato | Coppe nazionali | Coppe nazionali | Coppe nazionali | Coppe continentali | Coppe continentali | Coppe continentali | Supercoppe | Supercoppe | Supercoppe | Totale | Totale |
| Stagione        | Club            | Comp            | Pres       | Reti       | Comp            | Pres            | Reti            | Comp               | Pres               | Reti               | Comp       | Pres       | Reti       | Pres   | Reti   |
| --------------- | --------------- | --------------- | ---------- | ---------- | --------------- | --------------- | --------------- | ------------------ | ------------------ | ------------------ | ---------- | ---------- | ---------- | ------ | ------ |
| 2008            | Öster           | D1              | ?          | ?          | CS              | ?               | ?               | -                  | -                  | -                  | -          | -          | -          | ?      | ?      |
| 2009            | Öster           | D1              | ?          | ?          | CS              | ?               | ?               | -                  | -                  | -                  | -          | -          | -          | ?      | ?      |
| 2010            | Öster           | S               | 26         | 0          | CS              | 2               | 1               | -                  | -                  | -                  | -          | -          | -          | 28     | 1      |
| 2011            | Öster           | S               | 24         | 3          | CS              | 2               | 0               | -                  | -                  | -                  | -          | -          | -          | 26     | 3      |
| 2012            | Öster           | S               | 25         | 5          | CS              | 4               | 0               | -                  | -                  | -                  | -          | -          | -          | 29     | 5      |
| 2013            | Öster           | A               | 21         | 1          | CS              | 4               | 1               | -                  | -                  | -                  | -          | -          | -          | 25     | 2      |
| 2014            | Öster           | S               | 29+2       | 6+2        | CS              | 3               | 0               | -                  | -                  | -                  | -          | -          | -          | 34     | 8      |
| gen.-lug. 2015  | Öster           | D1              | 14         | 3          | CS              | 0               | 0               | -                  | -                  | -                  | -          | -          | -          | 14     | 3      |
| Totale Öster    | Totale Öster    | Totale Öster    | ?          | ?          |                 | ?               | ?               |                    | -                  | -                  |            | -          | -          | ?      | ?      |
| lug.-dic. 2015  | Halmstad        | A               | 9          | 1          | CS              | 4               | 0               | -                  | -                  | -                  | -          | -          | -          | 13     | 1      |
| 2016            | Halmstad        | S               | 29+2       | 3+0        | CS              | 3               | 0               | -                  | -                  | -                  | -          | -          | -          | 35     | 3      |
| gen.-lug. 2017  | Halmstad        | A               | 3          | 0          | CS              | 0               | 0               | -                  | -                  | -                  | -          | -          | -          | 3      | 0      |
| Totale Halmstad | Totale Halmstad | Totale Halmstad | 41+2       | 4+0        |                 | 7               | 0               |                    | -                  | -                  |            | -          | -          | 50     | 4      |
| lug.-dic. 2017  | Fredrikstad     | 1D              | 13+1       | 0          | CN              | -               | -               | -                  | -                  | -                  | -          | -          | -          | 14     | 0      |
| 2018            | IFK Värnamo     | S               | 0          | 0          | CS              | 0               | 0               | -                  | -                  | -                  | -          | -          | -          | 0      | 0      |
| Totale          | Totale          | Totale          | ?          | ?          |                 | ?               | ?               |                    | -                  | -                  |            | -          | -          | ?      | ?      |